# The Johnny Cash Show
Il Johnny Cash Show è stato un programma musicale condotto dal cantautore country Johnny Cash, trasmesso negli Stati Uniti sul canale ABC dal 1969 al 1971.
Il programma andò in onda per 58 puntate da un'ora ciascuna a partire dal 7 giugno 1969 fino al 31 marzo 1971; era registrato presso il Ryman Auditorium di Nashville, Tennessee.
Cash apriva ogni puntata con un'esibizione preceduta dall'immancabile frase di apertura: «Hello, I'm Johnny Cash» ("Ciao, sono Johnny Cash"), e il cast fisso del programma includeva June Carter Cash (sua moglie), The Carter Family, The Statler Brothers, Carl Perkins, e The Tennessee Three, più il direttore d'orchestra e arrangiatore australiano Bill Walker. Gli Statler Brothers eseguivano brevi intermezzi comici. Una versione strumentale di Folsom Prison Blues era usata per i titoli di testa.
Nel corso delle varie puntate, al programma parteciparono come ospiti numerosi musicisti, inclusi Joni Mitchell, Bob Dylan, Linda Ronstadt, Kris Kristofferson, Mickey Newbury, Neil Young, Gordon Lightfoot, Creedence Clearwater Revival, Merle Haggard, Stevie Wonder, James Taylor, Neil Diamond, Tammy Wynette, Louis Armstrong (che morì poco tempo dopo la sua partecipazione), Ray Charles, ecc...

## Storia
Cash venne contattato dalla ABC per condurre uno show televisivo dopo il grande successo riscosso dai suoi album At Folsom Prison (1968) e At San Quentin (1969), registrati dal vivo in carceri di massima sicurezza davanti a un pubblico di detenuti. Inizialmente lo show era stato ideato come una sorta di programma "tappabuchi" da mandare in onda d'estate al posto del consolidato varietà del sabato sera The Hollywood Palace, ma con il passare del tempo gli ascolti crebbero sempre più e il programma fu confermato per un'altra stagione. Anche se ebbe ampia libertà decisionale all'interno del programma, Cash dovette comunque accettare qualche compromesso imposto dalla direzione, per esempio la presenza come ospiti di Bob Hope, George Gobel, Kirk Douglas, Burl Ives, Peggy Lee e Lorne Greene, celebrità mainstream che avrebbero garantito buoni ascolti al network.

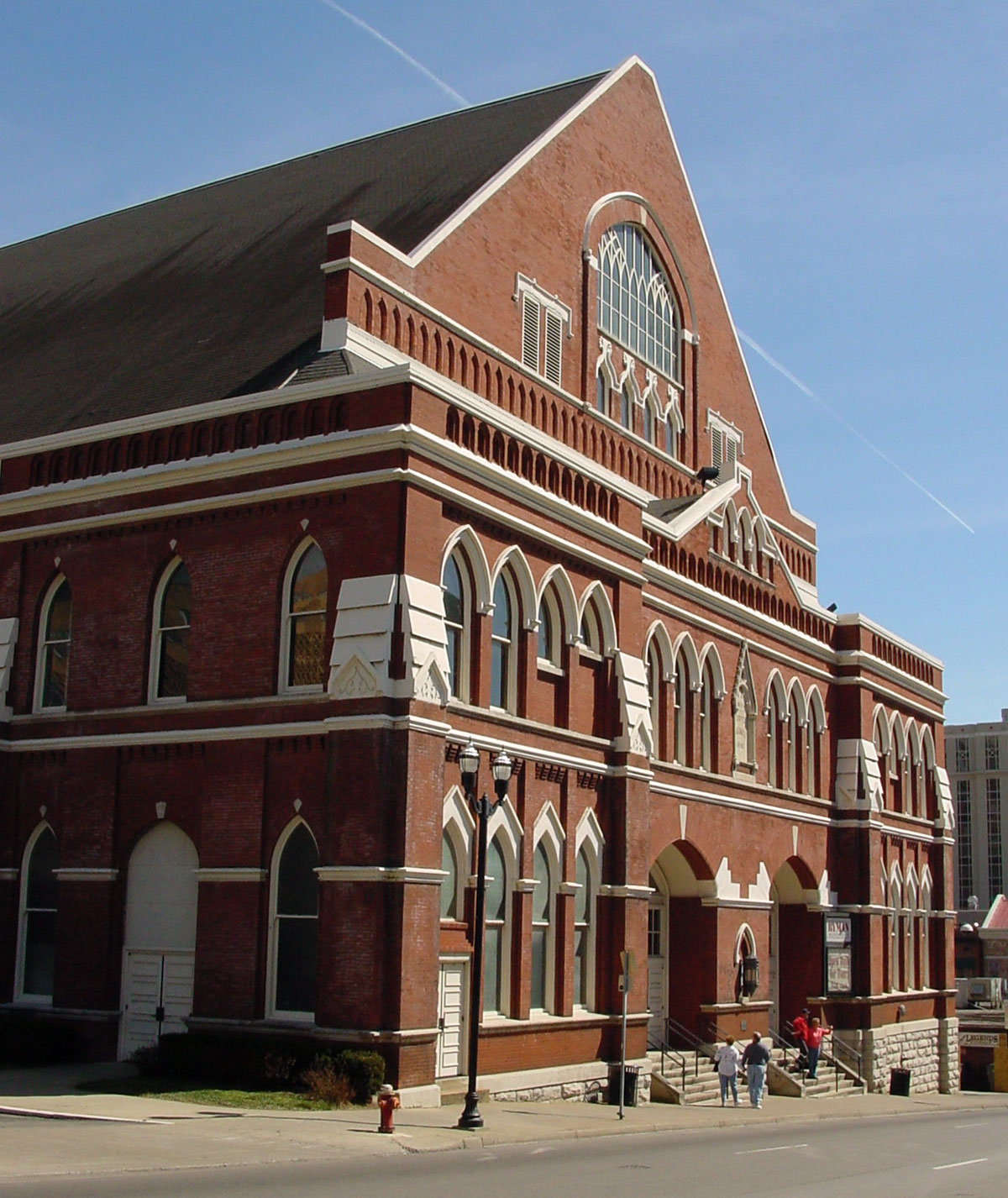
Il Ryman Auditorium, sede storica del Grand Ole Opry, dove ebbero luogo le riprese dello show.

Le riprese dello show, trasmesso in differita, si tenevano presso il Ryman Auditorium di Nashville, allora "casa" dello storico show Grand Ole Opry. L'idea del programma fu di Bill Carruthers, che svolse anche la funzione di produttore esecutivo per la prima stagione. Altro produttore era Stan Jacobson.
La prima puntata andò in onda il 7 giugno 1969 e vide come ospiti Joni Mitchell, Doug Kershaw, Fannie Flagg, e Bob Dylan. Quest'ultimo, grande amico di Cash, esegue I Threw It All Away tratta dal suo ultimo LP Nashville Skyline, e in duetto con lo stesso Cash, Girl from the North Country.
Nello show era incluso il segmento chiamato "Country Gold" che ospitava leggende della musica country raramente o mai viste in televisione prima di allora come Bill Monroe & His Blue Grass Boys.
Cash mise alla prova la pazienza dei dirigenti ABC in svariate occasioni. Si rifiutò di censurare la parola "stoned" ("drogato") dalla canzone Sunday Mornin' Comin' Down di Kris Kristofferson, invitò regolarmente al programma  Pete Seeger, nonostante le sue canzoni di protesta contro la guerra del Vietnam non fossero ben viste dal sistema e avessero già "imbarazzato" altri network, sostenne i diritti dei nativi americani oppressi, e non perdeva occasione per ribadire la propria fede cristiana.
Nel 1970, la Columbia Records pubblicò l'album dal vivo The Johnny Cash Show, direttamente collegato al programma televisivo, sebbene il disco non possa essere considerato la colonna sonora dello stesso. Nell'album è inclusa la versione di Cash di Sunday Morning Coming Down eseguita "senza tagli" durante lo show, che pubblicata su singolo nel 1970, raggiunse il primo posto nella classifica country.
Lo show venne cancellato nel 1971. L'ultima puntata andò in onda il 31 marzo. Nonostante il risultato dignitoso, il programma venne cancellato poiché la ABC, su pressione degli sponsor, era alla ricerca di un pubblico maggiormente sofisticato, e decise di focalizzare l'attenzione su show dall'ambientazione più giovane, moderna e urbana. Per fare spazio a queste nuove produzioni, tutti i programmi e varietà a tema campestre (e quindi anche quelli dedicati alla musica country) furono cancellati in contemporanea. L'operazione divenne nota con il nome "purga rurale".

## Episodi
| Stagione         | Episodi | Prima TV USA | Prima TV Italia |
| ---------------- | ------- | ------------ | --------------- |
| Prima stagione   | 32      | 1969-1970    | -               |
| Seconda stagione | 26      | 1970-1971    | -               |